# Skrytki
Skrytki, zgromadzenia honorackie – katolickie żeńskie zgromadzenie scentralizowane założone przez ojca Honorata Koźmińskiego przy pomocy współzałożycielek z różnych grup społecznych.
Miały cele religijne dostosowane do aktualnych potrzeb: 
- służki (1878): apostolstwo wśród ludności wiejskiej;
- westiarki (1880): zaopatrywanie ubogich kościołów w paramenty liturgiczne;
- franciszkanki od cierpiących (1882): pielęgnowanie chorych w szpitalach i domach prywatnych;
- sługi Jezusa (1884): opieka nad służącymi i zawodowe kształcenie dziewcząt;
- siostry Imienia Jezusa (1887): apostolstwo wśród rękodzielniczek;
- obliczanki (1888): pogłębianie wiedzy religijnej u wiernych;
- Małe Siostry Niepokalanego Serca Maryi (1888): apostolstwo wśród pracownic fabrycznych;
- wspomożycielki (1889): pomoc duszom czyśćcowym przez pełnione dzieła miłosierdzia;
- córki Maryi Niepokalanej (1891): apostolstwo wśród ludu miejskiego, wychowywanie i nauczanie dzieci;
- pocieszycielki (1894): praca oświatowa, czytelnie, biblioteki, nauczanie w szkołach;
- pasterzanki (1895): opieka nad moralnie upadłymi dziewczętami.

Z 26 zgromadzeń zakonnych (męskich i z żeńskich), które powołał Honorat Koźmiński, do dziś istnieje 15 żeńskich, z czego 14 to zakony bezhabitowe.
Współcześnie zgromadzenie budzi spore kontrowersje w związku z niejawną formą prowadzenia ewangelizacji przy okazji np. prowadzenia nauki dzieci w szkołach.

## Zgromadzenia honorackie
| Nazwa                        | Pełna nazwa | Data założenia | Współzałożyciel(ka)                                |
| ---------------------------- | --- | -------------- | -------------------------------------------------- |
| Sługi Paralityków            | Zgromadzenie Sióstr Sług Paralityków                                                                               | 1873           | Feliks Sobański i Izabela Piłsudska                |
| Posłanniczki                 | Instytut Świecki Służebnic Najświętszego Serca Jezusa - Posłanniczek Maryi (Córki Królowej Naszej od Serca Jezusa) | 1874           | m. Józefa Chudzyńska                               |
| Franciszkanki od Cierpiących | Zgromadzenie Sióstr Franciszkanek od Cierpiących                                                                   | 1875           | sł. B. m. Kazimiera Gruszczyńska                   |
| Służki                       | Zgromadzenie Sióstr Służek Najświętszej Maryi Panny Niepokalanej                                                   | 1878           | m. Rozalia Szumska                                 |
| Serafitki                    | Zgromadzenie Sióstr Córek Matki Bożej Bolesnej                                                                     | 1881           | bł. m. Małgorzata Łucja Szewczyk                   |
| Służebniczki Szpitalne       | Zgromadzenie Sióstr Służebniczek Szpitalnych                                                                       | 1881           | ks. Władysław Czarnecki                            |
| Westiarki                    | Zgromadzenie Sióstr Westiarek Jezusa                                                                               | 1882           | m. Józefa Sabina Kawecka                           |
| Martanki, Gospodziarki       | Zgromadzenie Sióstr św. Marty                                                                                      | 1882           |                                                    |
| Słudzy Maryi                 | Zgromadzenie Braci Sług Maryi Niepokalanej                                                                         | 1883           |                                                    |
| Sługi Jezusa                 | Zgromadzenie Sług Jezusa                                                                                           | 1884           | m. Eleonora Ludwika Motylowska                     |
| Sercanki Bezhabitowe         | Zgromadzenie Córek Najczystszego Serca Najświętszej Maryi Panny                                                    | 1885           | m. Paula Malecka                                   |
| Kapłani Mariańscy            | Stowarzyszenie Mariańskie Świeckich Kapłanów                                                                       | 1886           |                                                    |
| Marylki                      | Zgromadzenie Sióstr Najświętszego Imienia Jezus pod opieką Najświętszej Maryi Panny Wspomożenia Wiernych           | 1887           | sł. B. m. Franciszka Maria Witkowska               |
| Mariawitki                   | Zgromadzenie Sióstr Ubogich św. Klary                                                                              | 1887           | m. Maria Franciszka Kozłowska                      |
| Honoratki                    | Zgromadzenie Małych Sióstr Niepokalanego Serca Maryi                                                               | 1888           | sł. B. m. Aniela Róża Godecka                      |
| Adoratorki Przebłagania      | Zgromadzenie Sióstr Adoratorek Przebłagania                                                                        | 1888           |                                                    |
| Obliczanki                   | Zgromadzenie Wynagrodzicielek Najświętszego Oblicza                                                                | 1888           | sł. B. m. Teresa od Oblicza Pańskiego Eliza Cejzik |
| Niewiasty Ewangeliczne       | Zgromadzenie Sióstr Niewiast Ewangelicznych                                                                        | 1889           |                                                    |
| Córki MB Częstochowskiej     | Zgromadzenie Sióstr Córek Matki Bożej Częstochowskiej                                                              | 1889           |                                                    |
| Wspomożycielki               | Zgromadzenie Sióstr Wspomożycielek Dusz Czyśćcowych                                                                | 1889           | m. Wanda Olędzka i m. Natalia Nitosławska          |
| Córki Jezusa Ukrzyżowanego   | Zgromadzenie Sióstr Córek Jezusa Ukrzyżowanego                                                                     | 1890           |                                                    |
| Niepokalanki Bezhabitowe     | Zgromadzenie Sióstr Córek Maryi Niepokalanej                                                                       | 1891           | m. Ludwika Waleria Gąsiorowska                     |
| Doloryści                    | Zgromadzenie Synów Matki Bożej Bolesnej                                                                            | 1893           |                                                    |
| Pocieszycielki               | Zgromadzenie Sióstr Pocieszycielek Najświętszego Serca Jezusowego                                                  | 1894           | m. Zofia Gertruda Krzymowska                       |
| Mężowie ewangeliczni         | Stowarzyszenie Służących Świętej Rodziny                                                                           | 1894           |                                                    |
| Pasterzanki                  | Zgromadzenie Służebnic Matki Dobrego Pasterza                                                                      | 1895           |                                                    |
| Infirmerki                   | Zgromadzenie Sióstr Infirmerek Najsłodszego Serca Jezusa                                                           |                |                                                    |

- Zgromadzenia oznaczone kursywą przestały istnieć, jedno z nich (mariawitki) popadło w schizmę.